# Alchemist (azienda)
Alchemist (アルケミスト?, Arukemisuto) era un'azienda produttrice di videogiochi giapponesi specializzata nello sviluppo di visual novel su console come PlayStation 2 e Sega Dreamcast. Fondata il 14 agosto 1991, ha dichiarato bancarotta il 1º aprile 2016.

## Giochi pubblicati

### Sega Dreamcast
- Baldr Force EXE
- Chocolat: Maid Cafe Curio
- Princess Holiday: Korogaru Ringotei Senyaichiya
- Tsuki wa higashi ni hi wa nishi ni 〜Operation Sanctuary〜
- Wind: A Breath of Heart

### PlayStation 2
- Aria the Natural: Tooi Yume no Mirage
- Aria the Origination ~Aoi Hoshi no El Cielo~
- Baldr Force EXE
- Baldr Bullet: Equilibrium
- Binchō-tan
- Chocolat: Maid Cafe Curio
- Duel Savior Destiny
- Hana to Otome ni Shukufuku o: Harukaze no Okurimono
- Haru no Ashioto: Step of Spring
- Higurashi no naku koro ni matsuri
  - Higurashi no naku koro ni matsuri: Kakera Asobi
  - Pachi-Slot Higurashi no naku koro ni matsuri
- Katakamuna: Ushinawareta Ingaritsu
- Koisuru Otome to Shugo no Tate: The Shield of AIGIS
- Kimi ga nozomu eien
- Kono Aozora ni Yakusoku o: Melody of Sun and Sea
- Otome wa boku ni koishiteru
- Parfait Chocolat Second Style
- Princess Holiday: Korogaru Ringotei Senyaichiya
- Pure x Cure Recovery
- Sekirei: Mirai Kara no Okurimono
- Sugar + Spice!: Anoko no Suteki na Nanimokamo
- Suzunone Seven!: Rebirth Knot
- Trigger Heart Exelica Enhanced
- Tsuki wa higashi ni hi wa nishi ni 〜Operation Sanctuary〜
- Wind: A Breath of Heart

### PlayStation 3
- Umineko no naku koro ni: majo to suiri no rondo
- Umineko no naku koro ni chiru: shinjitsu to gensō no nocturne
- Gal*Gun

### PlayStation 4
- Gal*Gun: Double Peace

### PlayStation Portable
- Dead End: Orchestral Manoeuvres in the Dead End
- Higurashi Daybreak Portable
- Higurashi Daybreak Portable Mega Edition
- Kaitou Tenshi Twin Angel: Toki to Sekai no Meikyuu
- Koisuru Otome to Shugo no Tate Portable
- Onigokko!
- No Fate! Only the Power of Will
- Otome wa Boku ni Koishiteru Portable
- Otome wa Boku ni Koishiteru: Futari no Elder
- Saka Agari Hurricane Portable
- Saki Portable
- Umineko no naku koro ni Portable
- Ren'ai 0 Kilometer
- Gaku Ou:The Royal Seven Stars
- 1/2 summer+
- Your Diary +

### PlayStation Vita
- Gal*Gun: Double Peace

### Xbox 360
- Gal*Gun
- No Fate! Only the Power of Will
- Ōgon musōkyoku X

### Nintendo DS
- Akai Ito DS
- Akai Ito Destiny DS
- Chō Kowai Hanashi DS: Ao no Shou
- Higurashi no naku koro ni kizuna
- Nicola Kanshū: Model * Oshare Audition

### Nintendo 3DS
- Nicola Kanshū: Model * Oshare Audition 2